# Hartova válka
Hartova válka je válečný film z roku 2002 natočený podle stejnojmenného románu Johna Katzenbacha z roku 1999.
Film se odehrává v Evropě za druhé světové války na západní frontě v době bitvy v Ardenách a po ní. Ve filmu vystupují fiktivní váleční zajatci v zajateckém táboře. Hrají: Bruce Willis, Colin Farrell a Terrance Howard. Film režíroval Gregory Hoblit a byl do kin byl uveden 15. února 2002.

## Děj
Během bitvy v Ardenách v roce 1944 padne do německého zajetí mnoho amerických vojáků, mezi nimi nadporučík Thomas Hart. Během krutého výslechu podlehne a prozradí Němcům důležité informace; poté je převezen do zajateckého tábora, kde nejvyšší hodnost ze zajatců má plukovník McNamara. Když mezi bílé zajatce přijdou dva černošští důstojníci, Lamar Archer a Scot Lincoln, stanou se ihned terčem urážek, zejména od seržanta Bedforda.
Jednoho dne v Archerově lůžku němečtí dozorci naleznou stanový kolík, což interpretují jako přípravu útěku, a ihned Archera zastřelí. Někteří však mají podezření, že tam kolík nastražil Bedford. Tentýž den Němci odhalí skrytý rádiový přijímač zajatců.
Krátce na to je Bedford nalezen zavražděný a u jeho těla stojí Lincoln. Vše nasvědčuje tomu, že Lincoln pomstil zabití svého jediného přítele v táboře, Archera. Němci jej chtějí hned popravit, ale McNamara trvá na soudním procesu, ve kterém sebe jmenuje jako předsedu tribunálu a Harta jako obhájce, protože je studentem práv. Hart ale během procesu usoudí, že se zde děje něco více a že McNamara neusiluje o to, aby odhalil pravdu.
Den před závěrečnou řečí přelíčení Hart objeví tunel, kterým se chce skupina amerických zajatců dostat na svobodu. Ke své hrůze si uvědomí nejen to, že Lincoln má být obětován a soudní proces slouží pouze k odvedení pozornosti Němců, ale také to, že zbabělý a oportunistický Bedford učinil s dozorci obchod — smrt Archera za prozrazení, kde je rádiový přijímač — a že se McNamara obával, že podobně chce vyzradit i existenci tunelu výměnou za možnost útěku (což se pak potvrdilo, když po Bedfordově smrti byly u něho nalezeny německé doklady a peníze). Byl to McNamara, kdo proto Bedforda zabil.
McNamara to nepopírá, ale vysvětlí Hartovi, že je nutné vyhodit do povětří blízký muniční sklad, který letectvo považuje za továrnu na obuv:
„Já si Lincolnovu smrt nikdy nepřál. Ale jestli je třeba obětovat jednoho, aby to vyšlo ostatním, tak to udělám.“
„S tím naprosto souhlasím. Ale ten jeden byste měl být vy. (...) Na konci zaťukáte svým kladívkem, vstanete a přiznáte se k Bedfordově vraždě. Je to vaše povinnost!“
McNamara jej hrubě odbude, že Hart neví nic o povinnosti. Z Hartovy informace, že byl zpovídán jen tři dny, totiž McNamara poznal, že Hart podlehl, zatímco McNamara vydržel měsíční výslech.
Hart se snaží nalézt způsob, jak Lincolna zachránit. Jako obhájce pronese závěrečnou řeč, v níž mluví o zbabělosti, oportunismu a oběti, a zakončí ji přiznáním, že on sám je vrahem Bedforda. Němečtí dozorci se ihned chystají Harta popravit. Přitom odhalí tunel a zamýšlejí postřílet všechny, kteří se účastnili procesu, ačkoli je Hart ujišťuje, že ti o tunelu nevěděli.
V tom se vně tábora z noční tmy vynoří postava McNamary a za ním dojde k mohutné explozi. Zatímco Američané, kteří utekli z tábora, se po zničení muničního skladu rozprchli v německých uniformách, McNamara, kterého zasáhla Hartova závěrečná řeč a oběť, se vrátil, aby vzal odpovědnost na sebe. Nabízí německému veliteli svůj život s vysvětlením, že ostatní pouze plnili jeho rozkazy. Velitel to přijme a McNamaru zastřelí.
Hart i Lincoln jsou pohnutí a slova „čest, odvaha, povinnost a oběť“ pro ně získávají hlubší význam. Za tři měsíce Německo kapituluje a zajatci jsou vysvobozeni.

## Obsazení
| Bruce Willis           | plukovník William A. McNamara |
| Colin Farrell          | Lt. Thomas W. Hart            |
| Terrence Howard        | Lt. Lincoln A. Scott          |
| Cole Hauser            | Staff seržant Vic W. Bedford  |
| Linus Roache           | Capt. Peter A. Ross           |
| Vicellous Reon Shannon | Lt. Lamar T. Archer           |
| Maury Sterling         | Pfc. Dennis A. Gerber         |
| Sam Worthington        | Cpl. B.J. 'Depot' Guidry      |

## Zajímavosti
- Natáčeno v Barrandov Studio
- natočeno v Milovicích
- natočeno v Podlešíně
- natočeno ve Zvoleněvsi